# Lac Beira
Pour les articles homonymes, voir Beira.
Le  lac Beira (anglais : Beira Lake, singhalais : බේරේ වැව, tamoul : பேரே ஏரி) est un lac artificiel au centre de la ville de Colombo au Sri Lanka. Le lac est entouré par plusieurs des entreprises majeures de la ville. Initialement, le lac occupait une superficie d'environ 1,65 km², mais celle-ci est maintenant réduite à 0,65 km². Pendant la période coloniale, les Portugais, les Hollandais et les Britanniques utilisent le lac qui conserve son nom portugais. Le lac est relié à plusieurs canaux qui permettent le transport de biens à travers la ville et les cités environnantes.

## Étymologie
L'origine du nom demeure incertaine et semble remonter à 1927 avec son apparition en tant que lac Beira sur les cartes. Auparavant, l'étendue était connue sous le nom de Lac Colombo ou tout simplement Le Lac. Une théorie indique que le lac aquiert son nom d'un ingénieur portugais qui aurait travaillé sur la construction du lac. Une théorie indique aussi que l'origine du nom pourrait provenir d'un ingénieur hollandais nommé De Beer,. Cette dernière hypothèse est soutenue par une plaque de granit retrouvée dans l'une des écluses du lac qui porte l'inscription De Beer 1700.
Une autre théorie mentionne que le mot Beira signifie en portugais rive ou bord du lac. Enfin, une autre idée indique que De Beer en portugais signifie point d'ancrage. Il est également possible que le lac porte le nom de la province portugaise du même nom.

## Histoire
Le lac artificiel est construit lors de la période portugaise afin de protéger Colombo des ennemis, essentiellement composés de souverains locaux.
Vers 1518, les Portugais dirigent le territoire de Colombo et ses environs, mais les menaces croissantes contre ces derniers par le roi Vijayabahu VII et les forces cingalaises les entrainent à trouver une solution autre que l'armement moderne. Parmi les solutions surgit l'idée de construire de grandes douves autour du fort.
La construction de la douve commence avec l'excavation des terres marécageuses entourant le fort dans toutes les directions sauf l'ouest vers où se trouve l'océan indien. Face à l'ampleur des travaux et le peu d'apport en eau du marécage permettant l'alimentation de la douve, la démotivation gagne les constructeurs. Cependant, la découverte d'un ruisseau par le capitaine Lopo de Brito entre le mont de Dematagoda et le mont de St. Bastien, alors qu'il matait une incursion du roi  Vijayabahu VII, fait surgir l'idée de le relier à la douve et permet la création du lac Beira.
À la suite de la création du lac et sa connexion avec l'océan sur les deux côtés, séparant Fort Colombo (en) du reste de l'île et faisant en sorte que tous les transports vers le fort se faisaient alors par bateau. Initialement d'une superficie de 1,61 km² (0,62 mi²), le principal exutoire du lac était le Kayman's Gate à l'est et le canal St. John's à l'ouest. Le lac était bordé par le mont de St. Bastian, le mont Wolvendaal et le mont Kochchikade. Au nord et à l'ouest du lac se trouvait alors l'établissement portugais[Quoi ?].
En 1578, le souverain Mayadunne du royaume de Sitawaka tente de couper l'approvisionnement mais échoue à drainer le lac. Son fils, Rajasinha I, réussit à drainer le lac qui était alors infesté de crocodiles en 1587, sans néanmoins vaincre les forces portugaises qui sont ravitaillées par des renforts venant de l'Inde par la mer.
Après que les Néerlandais aient levé un siège et occupé le lac, ils réduisent d'un tiers la taille du fort et créent plusieurs îles comme la Slave Island, assez grande pour établir un village et une plantation de 600 cocotiers. Après la prise de contrôle des Britanniques, ceux-ci retirent les crocodiles et développent des activités récréatives sur le lac. Le premier jardin botanique de Ceylan, Kew Gardens, est ouvert sur Slave Island en 1810 pour cultiver des semences fournies par le jardins botaniques royaux de Kew à Kew de Londres et qui fut planté au jardin botanique de Peradeniya à Kandy,.
Au cours du XIXe siècle, les besoins en territoires provoquent des empiètements sur le lac, et la pollution de son eau augmente.

## Bassins et canaux

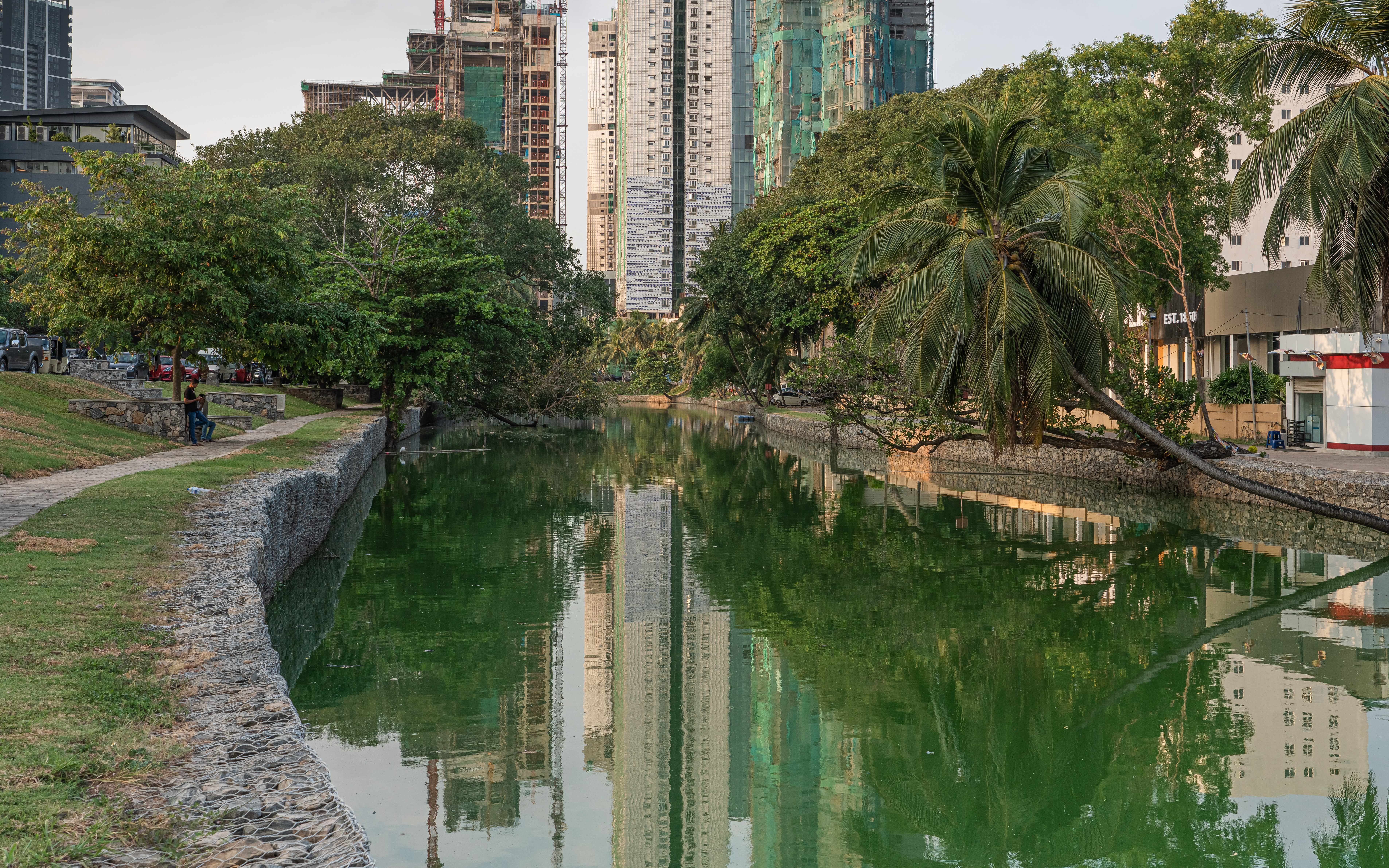
Canal du lac Beira

Quatre principaux bassins sont identifiables sur le lac:
| Bassin          | Superficie                     | Profondeur maximale    | Volume                           |
| --------------- | ------------------------------ | ---------------------- | -------------------------------- |
| East Lake       | 0,433 km2 (0,167182234847 mi2) | 5,6 m (18,37270344 pi) | 945,000 m3 (33 372,3600504 pi3)  |
| Galle Face Lake | 0,026 km2 (0,010038656134 mi2) | 3,4 m (11,15485566 pi) | N/A                              |
| West Lake       | 0,081 km2 (0,031274274879 mi2) | 3,4 m (11,15485566 pi) | 1 795 000 m3 (63,3898267624 pi3) |
| Southwest Lake  | 0,114 km2 (0,044015646126 mi2) | 2,9 m (9,51443571 pi)  | 163,000 m3 (5 756,29067536 pi3)  |

## Pollution
Avec la pollution accumulée au cours des années et du développement des algues, le lac développe une couleur verte et une forte odeur nauséabonde au fil des ans.

### Qualité de l'eau
À l'inverse de l'eau des canaux de Colombo, celle du lac Beira est alcaline avec un pH fluctuant autour de 10 en août vers 8[pas clair]. L'eau du lac n'est jamais acide.
La conductivité de l'eau est située entre 250 et 300 μS/cm avec une légère augmentation de mai à août.
En ce qui concerne la température, celle-ci se concentre entre 29,3 et 35,4 °C (84.7 et 95.7 °F). La température moyenne est généralement située autour de 31 °C (88 °F) au mois d'août. Elle fluctue essentiellement en surface d'environ 2 ou 3 °C (36 ou 37 °F) de 60 à 100 cm (24–39 in) de la surface, le reste en profondeur demeurant à une température stable.
La salinité du lac est très stable et se situe à 0,12 g/L.

## Restauration
Le lac Beira joue un rôle majeur dans le Western Region Megapolis (en). Sous ce projet, le lac Beira est soumis à un nettoyage avec l'aide d'une assistance singapourienne et d'investissements du secteur privé. Les canaux navigables sont nettoyées en bloquant les surverses d'eau illégales et les conduites d'égouts qui s'y déchargent, ainsi que l'arrêt des déversements de déchets des quartiers environnants,,. Avec le plan Megapolis  qui suit la restauration du lac, un district commercial et de divertissement sont créés, ainsi que la construction d'une promenade sur les rives du lac,.